# Gérson Mourão
Gérson Antônio de Araújo Mourão (Pedro II, 2 de março de 1929 – Teresina, 9 de agosto de 2019) foi um médico, professor e político brasileiro.

## Dados biográficos
Filho de Domingos Mourão Filho e Rosa Edite de Araújo Mourão. Formado em Medicina pela Universidade Federal da Bahia e professor da Universidade Federal do Piauí, foi eleito vereador em sua cidade natal via PSP em 1962 e após afastar-se da política por quase um quarto de século, dirigiu a Maternidade Dona Evangelina Rosa na condição de obstetra e integrou a Academia de Medicina do Estado do Piauí. Voltou à política ao eleger-se deputado estadual pelo PDS em 1986, não sendo reeleito em 1990. Em sua cidade natal, fundou a FM Imperial e em Piripiri a FM Imperial.
Seu irmão, José Lourenço de Araújo Mourão, foi eleito deputado estadual pelo Piauí em 1954 e 1958.